# 李慎 (嘉靖進士)
李慎（1508年—？），字克念，號少峰，福建泉州府惠安縣人，民籍，明朝政治人物。

## 生平
嘉靖十九年（1540年）庚子科福建鄉試第五名舉人。嘉靖二十九年（1550年）中式庚戌科會試第一百六十一名，二甲第六十四名進士。次年授南京户部江西司主事，曾官廣東瓊州府知府。

## 家族
曾祖李欽；祖父李普；父李經，贈番禺知縣。母曾氏（封孺人）。永感下。兄李恺，湖廣按察司副使；李悌，散官。弟李懽、李懷。